# Marianówek (Basse-Silésie)
Pour les articles homonymes, voir Marianówek.
Marianówek est une localité polonaise de la gmina et du powiat de Dzierżoniów en voïvodie de Basse-Silésie.